# Same Damn Time
Same Damn Time è un brano musicale del rapper statunitense Future, estratto come quarto singolo dal suo album di debutto Pluto.

## Registrazione e produzione
Il brano fu originariamente registrato nel 2011, ed era stato pubblicato nel mixtape Streetz Calling, ma fu successivamente rimasterizzato con una differente base musicale per essere incluso nell'album Pluto, e infine fu pubblicato come brano il 24 marzo del 2012.

## Tracce
Digital download
1. Same Damn Time - 4:33

## Classifiche
| Classifica (2012)                    | Posizione più alta |
| ------------------------------------ | ------------------ |
| Stati Uniti                          | 92                 |
| U.S. Billboard Hot R&B/Hip-Hop Songs | 12                 |